# Daniël (heilige)

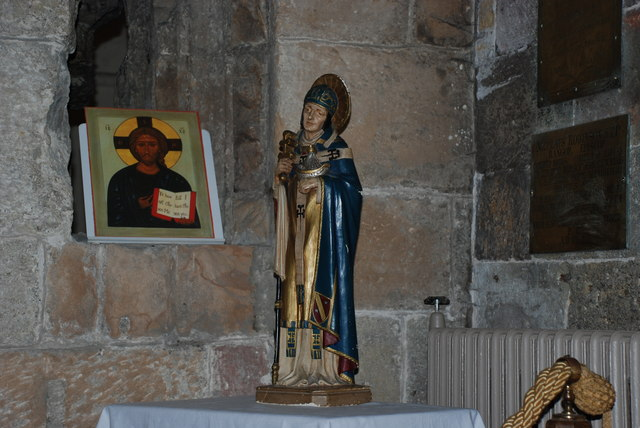
Beeldje van de heilige Daniel in de kathedraal van Bangor

Daniel of Deiniol (overleden in 584) was een bisschop en heilige in Wales. Deiniol was de zoon van Dunod Fawr, zoon van koning Pabo Post Prydain. Oorspronkelijk heerste de familie over een gebied dat nu gelegen is in Noord-Engeland. Nadat zij deze gebieden verloren hadden, kregen zij van de koning van Powys het gebied van Cyngen ap Cadell.
Deiniol studeerde bij Cadoc en kreeg later van Maelgwn, koning van Gwynedd, een gebied om een klooster te stichten op de plaats waar thans de kathedraal van Bangor staat. Deiniol nam rond 545 samen met de David van Wales deel aan de synode van Brefi, waar de regels over de penitentie besproken werden.
Volgens de overlevering was hij de eerste bisschop van Bangor. Deiniol stichtte vermoedelijk tevens het klooster van Bangor-on-Dee (Bangor Iscoed or Is-y-coed), Flintshire. De kerk van Hawarden in Flintshire is gewijd aan Deiniol, evenals de kerk van Marchwiel, naast verschillende andere plaatsen in Itton (Monmouthshire) en Llangarran in Herefordshire.
Zijn feestdag is op 11 september.